# Zeyne
Zeyne, pseudonimo di Zein Sajdi (in arabo زين ساجدي‎?, Zayn Sājidī; Amman, 16 dicembre 1997), è una cantautrice, musicista e produttrice discografica giordana di origini palestinesi.

## Biografia
Nata e cresciuta nella capitale giordana, Zein Sajdi è l'ultimogenita di una famiglia che ha le proprie radici a Nablus, città d'origine dei nonni. Eredita dai familiari la passione per la musica e la danza: il padre colleziona dischi, la madre è una cantante dilettante che ha gestito per vent'anni una troupe di dabka (danza popolare tradizionale levantina), e la sorella Lina è pianista. All'età di cinque anni entra a far parte di una compagnia di dabka, a sei inizia a prendere lezioni di pianoforte da un insegnante russo, e alcuni anni dopo un insegnante giapponese le impartisce le basi del canto lirico.
Nel 2020 consegue una laurea in sociologia e comunicazione multimediale all'Università del Sussex di Brighton and Hove.

### Carriera
Dopo la laurea, Sajdi fa momentaneamente ritorno ad Amman per prepararsi a trasferirisi a Londra, dove aveva accettato un'offerta di lavoro presso una società di pubbliche relazioni. Tuttavia, a causa della pandemia da COVID-19, è costretta a rimanere in patria, decidendo così di aprire un profilo Instagram dove postare cover musicali. In breve tempo la pagina ottiene un notevole seguito e Zeyne, unitasi al Collettivo Artiste Giordane (Jordanian Female Artist Collective), è invitata a esibirsi all'Amman Jazz Festival. Fa la conoscenza della collega Hana Malhas e del produttore Nasir Al Bashir, e poco dopo le viene offerto un contratto discografico da Keife Records.
Su suggerimento di Al Bashir, comincia a comporre dei brani autonomamente. Il suo primo singolo, Minni Ana, con testo bilingue inglese-arabo, esce nel marzo 2021, seguito da Nostalgia. Dopo l'uscita di Atoul, nel luglio 2022 Zeyne collabora con l'artista palestinese Saint Levant al singolo Balak. Da allora Zeyne scrive pezzi per diversi altri artisti, come Min Gheirik Inti per l'EP di debutto di Issam Alnajjar Waray (2023), nonché per Elyanna e Massari. Nello stesso periodo pubblica il singolo Ana Wein, scritto in collaborazione con Al Bashir e Lina Makoul.
Nell'ottobre 2023, in risposta all'emergenza umanitaria nella striscia di Gaza durante la guerra di Israele contro Hamas, Zeyne collabora con altri 24 artisti nordafricani e mediorientali al brano Rajieen. Nel febbraio 2024 pubblica la canzone d'amore Ma Bansak, cui segue a giugno Bali, anch'essa incentrata sugli eventi di Gaza e i loro effetti sul suo stato psicologico.
Nel novembre 2024, esce il doppio singolo 7arrir 3aqlak/Asli Ana: la seconda traccia è un brano R&B a ritmo di dabka, nel cui video Zeyne si cimenta accanto a ballerini di dabka professionisti.

### Stile
Lo stile musicale di Zeyne è stato definito "eclettico", in quanto combina musica araba, jazz (compreso il South African jazz), R&B, soul, hip hop e musica folk albanese e trae ispirazione dall'opera di artisti quali Ziad Rahbani, Elias Rahbani, Fairuz, Lauryn Hill, H.E.R., le Destiny's Child, Billie Eilish, Rosalía, Manal, Angèle e Dua Lipa, nonché del poeta palestinese Mahmoud Darwish.

## Discografia

### Singoli
- 2021: Minni Ana
- 2021: Yamma Mweil il Hawa
- 2021: Nostalgia
- 2021: Bala Wa Shi
- 2022: Atoul
- 2022: Atoul (Gruzzman Remix)
- 2022: Atoul (AudiobySamuel Remix)
- 2022: Balak (feat. Saint Levant)
- 2023: Ana Wein
- 2023: Mish Asfeh
- 2023: Wala Forsa
- 2023: Rajieen (in collettivo con altri artisti)
- 2024: Ma Bansak
- 2024: Ma Bansak – A Colors Show
- 2024: Bali
- 2024: Gooodbye
- 2024: Lonely Nights
- 2024: Mesh Haseebek (Bayou feat. Zeyne)
- 2024: 7arrir 3aqlak/Asli Ana
- 2024: Rajawi Falasteeni (Ma Nisma7 Feek Ya Gaza)
- 2025: Hilwa